# Cziłter-Koba
Cziłter-Koba (ukr. Челтер-Коба, Чільтер-Коба, krm. Çilter Qoba, ros. Челте́р-Коба́, Чильте́р-Коба) - średniowieczny skalny klasztor prawosławny zbudowany przez ludność grecką w zachodniej części Krymu na Ukrainie, leżący koło wsi Małosadowoje i około 15 km od Bakczysaraju.
Nazwa kompleksu oznacza Jaskinia z kratą, znajduje się on w ścianie urwiska cypla skalnego o nazwie Aj-Todor wchodzącego w dolinę rzeki Belbek, kilkaset metrów od twierdzy Siujreńskiej, zajmującej sąsiedni cypel skalny. Klasztor założono przypuszczalnie dopiero w okresie księstwa Teodoro, w XIV–XV w. i działał krótko, bo do zajęcia i zniszczenia Teodoro przez Turcję pod koniec 1475. Turcy zniszczyli wówczas i monastyr, którego pomieszczenia były w następnych wiekach wykorzystywane jako schronisko dla stad owiec.
Monastyr jest niewielki, obejmuje 23 groty wykute w skale lub adoptowane z naturalnych jaskiń i szacuje się, że mógł być zasiedlony przez co najwyżej 14-16 zakonników. Posiada tylko jedną cerkiew, cechującą się relatywnie dużymi rozmiarami (15,2 × 7,2 m oraz 3,8 m wysokości) jak na tak niewielki klasztor. Ten fakt, jak i inne cechy klasztoru (np. obecność refektarza, bardzo liczne krypty grobowe) sugeruje, że pomimo swoich niewielkich rozmiarów był to ważny ośrodek sakralny, być może pielgrzymkowy. Wśród pomieszczeń skalnych, tworzących trzy poziomy, wyróżniono 12 cel o powierzchni około 7,5 m² każda i wspomniany refektarz mierzący 16 m². Sama cerkiew została założona w naturalnej jaskini, przystosowanej do celów sakralnych, w jej obrębie znajduje się także baptysterium i nisze grobowe. Kompleks monastyru był chroniony od strony najłatwiejszego dostępu przez mur obronny, którego resztki zachowały się do dziś.
Nie jest znane wezwanie cerkwi lub klasztoru. Ponieważ jednak cypel skalny, w obrębie którego zbudowano monastyr, nosi nazwę Aj-Todor, co w tłumaczeniu oznacza święty Teodor (Fiodor), to sądzi się, że nazwa cypla pochodzi od patrona klasztoru.
W pobliżu klasztoru zachowało się ponad 20 struktur zwanych po rosyjsku tarapanami (kamiennych koryt, pras, w których miażdżono winogrona w celu uzyskania soku do fermentacji przy produkcji wina), w których można było przetwarzać winogrona z 63 ha upraw. Nie ustalono, czy tarapany te związane były z klasztorem, czy też ze znacznie starszą osadą z VIII–IX w. na terenie Małosadowowo.